# کاسپاز ۷
کاسپاز ۷ (انگلیسی: Caspase 7) که با نام «سیستئین پپتیداز مرتبط با آپوپتوز» هم شناخته می‌شود، نوعی آنزیم از دستهٔ کاسپازهاست که انسان، توسط ژن «CASP7» کُد می‌شود. هومولوگ‌های این پروتئین در پستانداران زیادی کشف شده‌است که نقشهٔ کامل ژنوم آنها در دسترس است. هومولوگ‌های خاصی از این پروتئین نیز در پرندگان، مارمولک‌ها، نرم‌دوزیستان و پیوسته‌استخوانان وجود دارد.
پیش‌ساز کاسپاز ۷، توسط کاسپاز ۳، کاسپاز ۹ و کاسپاز ۱۰ شکسته و فعال می‌شود.